# 富客户端平台
富客户端平台，即Rich Client Platform（RCP），指的是一种C/S（Client/Server）应用软件的公用基础结构实现，其Rich概念是相对于B/S（Browser/Server）应用软件的（Thin Client）浏览器而言的，有时也称之为胖客户端（Fat Client）或者传统客户端（Traditional Client），它通常包含以下组件：
- 一个微核生命周期管理容器
- 一个模块或插件框架
- 一个轻便的控件工具包（包括按钮（Button），表单元素（Form Element），树（Tree），表格（Table/Grid），菜单（Menu），工具条（ToolBar）等）
- 一个文件缓存，文本处理，文本编辑器（用于IDE项目）
- 一个工作台（包括入口（Portal），页面（Page），视图（View），透视图（Perspective），向导（Wizard），窗口（Frame）等）
- 一个数据绑定机制
- 一个软件更新管理装置

开发人员可以基于已存在的平台构建一个应用，以替代原有的从零开始写起的复杂应用，这得益于平台的供应商已经对平台做了大量检验和测试，基于平台的应用可以方便快速的开发和集成，并且跨系统的工作也统一由平台做了，已经有一些平台供应商声称基于他们的RCP平台构建的客户端可以在多种操作系统上运行。
基于Java的开源RCP平台，如：
- Eclipse
- NetBeans
- Spring Framework RCP
- 等等